# Список призёров летних Олимпийских игр 1912
Ниже представлен список всех призёров летних Олимпийских игр 1912 года, проходивших в Стокгольме с 5 по 27 июня 1912 года. В соревнованиях приняли участие 2407 спортсменов представляющие 28 НОК. Было разыграно 109 комплектов медалей в 19 видах спорта.

## Академическая гребля
| Дисциплина                                  | Золото | Серебро | Бронза |
| Одиночки                                    | Уильям Киннир (GBR) | Полидор Вейрман (BEL) | Эверард Батлер (CAN) |
| Одиночки                                    | Уильям Киннир (GBR) | Полидор Вейрман (BEL) | Хуго-Максимилиан Куузик (RUS) |
| Четвёрки с рулевым                          | Германия · Отто Фиккайзен · Альберт Арнхайтер · Рудольф Фиккайзен · Герман Вилькер · Отто Майер                                                                 | Великобритания · Джулиус Бересфорд · Карл Вернон · Чарлз Раут · Брюс Логен · Джеффри Карр                                                                         | Дания · Эрик Бисгорд · Петер Расмус Франдсен · Магнус Симонсен · Поул Тюман · Эйгил Клемменсен                                                    |
| Четвёрки с рулевым                          | Германия · Отто Фиккайзен · Альберт Арнхайтер · Рудольф Фиккайзен · Герман Вилькер · Отто Майер                                                                 | Великобритания · Джулиус Бересфорд · Карл Вернон · Чарлз Раут · Брюс Логен · Джеффри Карр                                                                         | Норвегия · Энри Ларсен · Матиас Торстенсен · Теодор Клем · Хаакон Тёнсегер · Эйнар Тёнсегер                                                       |
| Четвёрки с рулевым с внутренними уключинами | Дания · Эйлер Аллерт · Кристиан Хансен · Карл Мёллер · Карл Педерсен · Пол Хартманн                                                                             | Швеция · Type Русвалл · Уильям Брюн-Мёллер · Конрад Брюнкман · Герман Дальбэк · Лео Уилкенс                                                                       | Норвегия · Клаус Хойер · Рейдар Холтер · Магнус Херсет · Фритьоф Олстад · Олаф Бьорнстад                                                          |
| Восьмёрки                                   | Великобритания · Сидни Сван · Лесли Уормэлд · Эдгар Бёрджесс · ДугласЭварт Хорсфолл · Ангус Гиллан · Артур Гартон · Алистер Керби · Филип Флеминг · Генри Уэллс | Великобритания · Уильям Фисон · Уильям Паркер · Томас Гиллеспи · Бьютфорт Бердекин · Фредерик Питмен · Артур Уиггинс · Роберт Борн · Чарлз Литтлджон · Джон Уокер | Германия · Отто Либинг · Макс Брёске · Макс Феттер · Вилли Бартоломе · Фритц Бартоломе · Вернер Ден · Рудольф Райхельт · Ханс Маттие · Курт Рунге |

## Борьба

### Греко-римская борьба
| Дисциплина    | Золото               | Серебро                 | Бронза                     |
| До 60 кг      | Каарло Коскело (FIN) | Георг Герштакер (GER)   | Отто Ласанен (FIN)         |
| До 67,5 кг    | Эмиль Вяре (FIN)     | Густаф Мальмстрём (SWE) | Эдвин Матиассон (SWE)      |
| До 75 кг      | Клас Юханссон (SWE)  | Мартин Клейн (RUS)      | Альфред Асикайнен (FIN)    |
| До 82,5 кг    | не присуждалась      | Андерс Альгрен (SWE)    | Бела Варга (HUN)           |
| До 82,5 кг    | не присуждалась      | Ивар Бёхлинг (FIN)      | Бела Варга (HUN)           |
| Свыше 82,5 кг | Юрьё Саарела (FIN)   | Йохан Олин (FIN)        | Сёрен Маринус Йенсен (DEN) |

## Велоспорт
| Дисциплина      | Золото                                                              | Серебро                                                                          | Бронза                                                           |
| Групповая гонка | Рудольф Льюис ЮАС                                                   | Фредерик Грабб Великобритания                                                    | Карл Шютте США                                                   |
| Командная гонка | Швеция · Эрик Фриборг · Рагнар Мальм · Аксель Перссон · Альгот Лённ | Великобритания · Фредерик Грабб · Леонард Мередит · Чарльз Мосс · Уильям Хэммонд | США · Карл Шютте · Элвин Лофтес · Альберт Крашел · Уолтер Мартин |

## Водное поло
| Дисциплина | Золото | Серебро | Бронза |
| Мужчины    | Великобритания Чарльз Смит · Джордж Корнет · Джордж Уилкинсон · Чарльз Багби · Артур Хилл · Пол Радмилович · Айзек Бентхэм | Швеция Торстен Кумфельдт · Харальд Юлин · Макс Гумпель · Роберт Аднерссон · Понтус Хансон · Вильхельм Андерссон · Эрик Бергквист | Бельгия Альбер Дюран · Арман Доннерс · Виктор Боэн · Арман Мейбом · Жозеф Плетинк · Оскар Грегуар · Фелисьен Курбе · Жан Хоффман · Пьер Нейс |

## Конный спорт
| Дисциплина          | Золото                                                                                   | Серебро                                                                                              | Бронза                                                                                                 |
| Личная выездка      | Карл Бунде Швеция                                                                        | Густав Адольф Больтенстерн Швеция                                                                    | Ханс фон Бликсен-Финекке Швеция                                                                        |
| Личное троеборье    | Аксель Нурдландер Швеция                                                                 | Фридрих фон Рохов Германия                                                                           | Жан Карю Франция                                                                                       |
| Командное троеборье | Швеция · Аксель Нурдландер · Нильс Адлеркрёйц · Эрнст Каспарссон · Хенрик Хурн аф Оминне | Германия · Рихард, граф фон Шесберг-Таннхайм · Фридрих фон Рохов · Эдуард фон Люткен · Карл фон Мёрс | США · Бенджамин Леар · Джон Монтгомери · Гай Генри · Эфраим Грэхэм                                     |
| Личный конкур       | Жан Карю Франция                                                                         | Рабод фон Крёхер Германия                                                                            | Эмманюэль де Бломмаэр де Сой Бельгия                                                                   |
| Командный конкур    | Швеция · Густав Левенгаупт · Густав Чильман · Ханс фон Русен · Фредрик Русенкранц        | Франция · Мишель Дюфур · Жан Карю · Бернар Мейер · Альбер Сенье                                      | Германия · Зигисмунд Фрайер · Эрнст Делох · Вильгельм, граф фон Гогенау · Фридрих Карл, принц Прусский |

## Лёгкая атлетика
| Дисциплина                   | Золото                                                                            | Серебро                                                                          | Бронза                                                                                  |
| 100 метров                   | Ральф Крейг (USA)                                                                 | Альва Мейер (USA)                                                                | Дональд Липпинкотт (USA)                                                                |
| 200 метров                   | Ральф Крейг (USA)                                                                 | Дональд Липпинкотт (USA)                                                         | Вилли Эпплгарт (GBR)                                                                    |
| 400 метров                   | Чарльз Рейдпат (USA)                                                              | Ханс Браун (GER)                                                                 | Эдвард Линдберг (USA)                                                                   |
| 800 метров                   | Тед Мередит (USA)                                                                 | Мелвин Шеппард (USA)                                                             | Айра Дэйвенпорт (USA)                                                                   |
| 1500 метров                  | Арнольд Джексон (GBR)                                                             | Абель Кивиат (USA)                                                               | Норман Тэйбер (USA)                                                                     |
| 5000 метров                  | Ханнес Колехмайнен (FIN)                                                          | Жан Буэн (FRA)                                                                   | Джордж Хатсон (GBR)                                                                     |
| 10 000 метров                | Ханнес Колехмайнен (FIN)                                                          | Льюис Теванима (USA)                                                             | Албин Стенроос (FIN)                                                                    |
| Марафон                      | Кеннет Макартур ЮАС                                                               | Кристофер Гитшем ЮАС                                                             | Гастон Стробино США                                                                     |
| 110 метров с барьерами       | Фред Келли (USA)                                                                  | Джеймс Венделл (USA)                                                             | Мартин Хоукинс (USA)                                                                    |
| Эстафета 4х100 метров        | Великобритания · Дэвид Джейкобс · Генри Макинтош · Виктор д’Арси · Вилли Эпплгарт | Швеция · Иван Мёллер · Карл Лутер · Туре Персон · Кнут Линдберг                  | не присуждалась                                                                         |
| Эстафета 4х100 метров        | США · Эдвард Линдберг · Тед Мередит · Чарльз Рейдпат · Мелвин Шеппард             | Франция · Пьер Фейо · Шарль Лелон · Шарль Пульнар · Робер Шуррер                 | Великобритания · Эрнест Хенли · Джордж Никол · Сирил Сидхаус · Джеймс Соуттер           |
| Командный бег на 3000 метров | США · Телл Берна · Джордж Бонег · Абель Кивиат · Генри Луис Скотт · Норман Тэйбер | Швеция · Торильд Ульссон · Эрнст Виде · Брор Фокк · Нильс Фрюкберг · Джон Зандер | Великобритания · Джо Коттрилл · Джордж Хатсон · Уильям Мур · Эдвард Оуэн · Сирил Портер |
| Ходьба на 10 км              | Джордж Гоулдинг (CAN)                                                             | Эрнст Уэбб (GBR)                                                                 | Фернандо Альтимани (ITA)                                                                |
| Индивидуальный кросс         | Ханнес Колехмайнен (FIN)                                                          | Яльмар Андерссон (SWE)                                                           | Юхан Эке (SWE)                                                                          |
| командный кросс              | Швеция · Яльмар Андерссон · Юхан Эке · Йосеф Тернстрём                            | Финляндия · Ханнес Колехмайнен · Ялмари Эскола · Албин Стенроос                  | Великобритания · Эрнест Глоувер · Фредерик Хиббинс · Томас Хамфрис                      |
| Прыжки в длину               | Альберт Гаттерсон (USA)                                                           | Келвин Бриккер (CAN)                                                             | Георг Оберг (SWE)                                                                       |
| Тройной прыжок               | Густаф Линдблом (SWE)                                                             | Георг Оберг (SWE)                                                                | Эрик Альмлёф (SWE)                                                                      |
| Прыжки в высоту              | Алма Ричардс (USA)                                                                | Ханс Лише (GER)                                                                  | Джордж Хорайн (USA)                                                                     |
| Прыжки с шестом              | Харри Бэбкок (USA)                                                                | Фрэнк Нельсон (USA)                                                              | Уильям Хэлпенни (CAN)                                                                   |
| Прыжки с шестом              | Харри Бэбкок (USA)                                                                | Фрэнк Нельсон (USA)                                                              | Фрэнк Мёрфи (USA)                                                                       |
| Прыжки с шестом              | Харри Бэбкок (USA)                                                                | Маркус Райт (USA)                                                                |                                                                                         |
| Прыжки с шестом              | Харри Бэбкок (USA)                                                                | Бертиль Угла (SWE)                                                               |                                                                                         |
| Прыжки в длину с места       | Константинос Циклитирас Греция                                                    | Плэтт Адамс США                                                                  | Бенджамин Адамс США                                                                     |
| Прыжки в высоту с места      | Плэтт Адамс (USA)                                                                 | Бенджамин Адамс (USA)                                                            | Константинос Циклитирас (GRE)                                                           |
| Толкание ядра                | Патрик Макдональд (USA)                                                           | Ральф Роуз (USA)                                                                 | Лоуренс Витни (USA)                                                                     |
| Метание диска                | Армас Тайпале (FIN)                                                               | Ричард Бёрд (USA)                                                                | Джеймс Дункан (USA)                                                                     |
| Метание молота               | Мэттью Макграт (USA)                                                              | Дункан Джиллис (CAN)                                                             | Кларенс Чайлдс (USA)                                                                    |
| Метание копья                | Эрик Лемминг (SWE)                                                                | Юлиус Сааристо (FIN)                                                             | Мор Коцан (HUN)                                                                         |
| Толкание ядра с двух рук     | Ральф Роуз (USA)                                                                  | Патрик Макдональд (USA)                                                          | Эльмер Никландер (FIN)                                                                  |
| Метание диска с двух рук     | Армас Тайпале (FIN)                                                               | Эльмер Никландер (FIN)                                                           | Эмиль Магнуссон (SWE)                                                                   |
| Метание копья с двух рук     | Юлиус Сааристо (FIN)                                                              | Вяйнё Сийканиеми (FIN)                                                           | Урхо Пелтонен (FIN)                                                                     |
| Пятиборье                    | Фердинанд Бье (NOR)                                                               | Джеймс Донахью (USA)                                                             | Фрэнк Люкмен (CAN)                                                                      |
| Пятиборье                    | Джим Торп (USA)                                                                   | Джеймс Донахью (USA)                                                             | Фрэнк Люкмен (CAN)                                                                      |
| Десятиборье                  | Хуго Висландер (SWE)                                                              | Карл Ломберг (SWE)                                                               | Йёста Хольмер (SWE)                                                                     |
| Десятиборье                  | Джим Торп (USA)                                                                   | Карл Ломберг (SWE)                                                               | Йёста Хольмер (SWE)                                                                     |

## Парусный спорт
| Дисциплина | Золото | Серебро | Бронза |
| 6 метров   | Франция · Амедэ Тюбэ · Гастон Тюбэ · Жак Тюбэ | Дания · Стеен Херсхенд · Ганс Мёйленгракт Мадсен · Свен Томсен | Швеция · Отто Ауст · Эрик Сандберг · Харальд Сандберг                                                                              |
| 8 метров   | Норвегия · Томас Ос · Андреас Брекке · Торлейв Корнелиуссен · Торальф Глад · Кристиан Ебе                                                                                     | Швеция · Эмиль Хенриквес · Бенгт Хеиман · Альвар Тиель · Херберт Вестермарк · Нильс Вестермарк                                                                         | Финляндия · Артур Ангер · Эмиль Линд · Бертиль Талльберг · Гуннар Талльберг · Георг Вестлинг                                       |
| 10 метров  | Швеция · Филип Эрикссон · Карл Хельстрём · Пауль Исберг · Хумберт Линден · Херман Нюберг · Харри Росенсверд · Эрик Валлериус · Харальд Валлин                                 | Финляндия · Вальдемар Бьёркстен · Якоб Бьёрнстрём · Брор Бреннер · Аллан Франк · Эрик Линд · Адольф Пеккалайнен · Гарри Валь                                           | Россия · Эспер Белосельский · Эрнест Браше · Николай Пушницкий · Александр Родионов · Филип Штраух · Иосиф Шомакер · Карл Линдхолм |
| 12 метров  | Норвегия · Йохан Анкер · Нильс Бертельсен · Эйлерт Фальш-Лунд · Хальфдан Хансен · Арнфинн Хейе · Магнус Конов · Альфред Ларсен · Петтер Ларсен · Кристиан Стайб · Карл Тёулов | Швеция · Пер Бергман · Дик Бергстрём · Курт Бергстрём · Хуго Класон · Фольке Йонсон · Сигурд Кандер · Нильс Ламбю · Эрик Линдквист · Нильс Перссон · Рикхард Сельстрём | Финляндия · Макс Альфтан · Эрик Хартвалль · Ярл Хулльден · Сигурд Юслен · Эрнст Крогиус · Эйно Санделин · Йохан Силен              |

## Перетягивание каната
| Дисциплина | Золото | Серебро | Бронза          |
| Мужчины    | ШвецияАрвид Андерссон · Адольф Бергман · Юхан Эдман · Эрик Альгот Фредрикссон · Карл Юнссон · Эрик Ларссон · Август Густафссон · Херберт Линдстрём | Великобритания Джон Сьюэлл · Джон Шеферд · Джозеф Доулер · Александр Манро · Эдвин Миллс · Фредерик Хемфрис · Матиас Хайнс · Уолтер Чефф | не присуждалась |

## Плавание

### Мужчины
| Дисциплина                      | Золото                                                                         | Серебро                                                                    | Бронза                                                                         |
| 100 м вольным стилем            | Дьюк Каханамоку (USA)                                                          | Сесил Хили (ANZ)                                                           | Кеннет Хасзэг (USA)                                                            |
| 400 м вольным стилем            | Джордж Ходгсон (CAN)                                                           | Джон Хэтфилд (GBR)                                                         | Харольд Хардвик (ANZ)                                                          |
| 1500 м вольным стилем           | Джордж Ходгсон (CAN)                                                           | Джон Хэтфилд (GBR)                                                         | Харольд Хардвик (ANZ)                                                          |
| 100 м на спине                  | Гарри Хебнер (USA)                                                             | Отто Фар (GER)                                                             | Пауль Келльнер (GER)                                                           |
| 200 м брассом                   | Вальтер Бате (GER)                                                             | Вильгельм Лютцов (GER)                                                     | Курт Малиш (GER)                                                               |
| 400 м брассом                   | Вальтер Бате (GER)                                                             | Тор Хеннинг (SWE)                                                          | Перси Кортмэн (GBR)                                                            |
| Эстафета 4×200 м вольным стилем | Австралазия · Сесил Хили · Малькольм Чэмпион · Лесли Бордмен · Харольд Хардвик | США · Кеннет Хасзэг · Гарри Хебнер · Перри Макджилливрэй · Дьюк Каханамоку | Великобритания · Уильям Фостер · Томас Баттерсби · Джон Хэтфилд · Генри Тейлор |

### Женщины
| Дисциплина                      | Золото                                                                    | Серебро                                                                   | Бронза                                                                    |
| 100 м вольным стилем            | Фанни Дюрек (ANZ)                                                         | Вильгельмина Уайли (ANZ)                                                  | Дженни Флетчер (GBR)                                                      |
| Эстафета 4×100 м вольным стилем | Великобритания · Изабелла Мур · Дженни Флетчер · Анни Спеэрс · Ирэн Стиэр | Германия · Валли Дрессель · Луиза Отто · Хермине Штиндт · Грете Розенберг | Австрия · Маргарет Адлер · Клара Мильх · Йозефина Штикер · Берта Цахоурек |

## Прыжки в воду

### Мужчины
| Дисциплина             | Золото             | Серебро               | Бронза                |
| Трамплин 3 м           | Пауль Гюнтер (GER) | Ханс Лубер (GER)      | Курт Беренс (GER)     |
| Вышка                  | Эрик Адлерз (SWE)  | Альберт Цюрнер (GER)  | Густаф Бломгрен (SWE) |
| Простые прыжки с вышки | Эрик Адлерз (SWE)  | Яльмар Юханссон (SWE) | Юхан Янссон (SWE)     |

### Женщины
| Дисциплина | Золото               | Серебро            | Бронза              |
| Вышка      | Грета Юханссон (SWE) | Лиса Регнель (SWE) | Изабелла Уайт (GBR) |

## Современное пятиборье
| Дисциплина        | Золото | Серебро | Бронза |
| Личное первенство |        |         |        |

## Спортивная гимнастика
| Дисциплина                                   | Золото | Серебро | Бронза |
| Личное многоборье                            | Альберто Бралья (ITA) | Луи Сегюра (FRA) | Адольфо Тунези (ITA) |
| Командное многоборье                         | ИталияПьетро Бьянки · Гвидо Бони · Альберто Бралья · Джузепе Доменикелли · Карло Фрегози · Альфредо Голлини · Франческо Лои · Луиджи Майокко · Джованни Манджанте · Лоренцо Манджанте · Серафино Маццароки · Гвидо Романо · Паоло Сальви · Лучано Саворини · Адольфо Тунези · Джорджо Дзампори · Умберто Дзанолини · Анджело Дзорци | ВенгрияЙожеф Биттенбиндер · Имре Эрдёди · Саму Фоти · Имре Геллерт · Дьёзё Хаберфельд · Отто Хелльмих · Иштван Херцег · Йожеф Керестешши · Лайош Кметько · Янош Кризманич · Элемер Пасти · Арпад Педери · Йенё Риттих · Ференц Сюч · Эдён Тери · Геза Тули | ВеликобританияАльберт Беттс · Уильям Коуиг · Сидней Кросс · Гарри Дикасон · Херберт Дрёри · Бернард Франклин · Леонард Хансон · Сэмюэл Ходжеттс · Чарльз Лак · Уильям Маккьюн · Рональд Маклин · Альфред Мессенджер · Генри Оберхользер · Эдуард Пеппер · Эдуард Поттс · Реджинальд Поттс · Джордж Росс · Чарльз Симмонс · Артур Саузерн · Уильям Титт · Чарльз Вигёрс · Сэмюэл Уолкер · Джон Уитакер |
| Командное многоборье по произвольной системе | НорвегияИсак Абрахамсен · Ханс Бейер · Хартман Бьёрнсен · Альфред Энгельсен · Бьярне Йонсен · Сигурд Йёргенсен · Кнуд Леонард Кнудсен · Альф Лье · Рольф Лье · Тор Лунн · Петтер Мартинсен · Пер Матиесен · Якоб Опдаль · Нильс Опдаль · Бьярне Петтерсен · Фритьоф Селен · Эйстейн Скирмер · Георг Селениус · Сигвард Сиверстсен · Роберт Сьюрсен · Эйнар Стрём · Габриэль Турстенсен · Томас Турстенсен · Нильс Восс                        | ФинляндияКаарло Экхольм · Эйно Форсстрём · Ээро Хювяринен · Микко Хювяринен · Тауно Ильмониеми · Ильмари Кейнянен · Ялмари Кивенхеймо · Карл Лунд · Аарне Пельконен · Ильмари Перная · Арвид Рюдман · Эйно Саастамойнен · Аарне Саловаара · Хейкки Саммаллахти · Ханнес Сирола · Клаус Суомела · Лаури Таннер · Вяинё Тиири · Каарло Вяхямяки · Каарло Васама | ДанияАксель Андерсен · Ялмарт Андерсен · Хальвор Бирк · Вильгельм Гриммерманн · Арвор Хансен · Кристиан Хансен · Оге Мариус Хансен · Карлес Йенсен · Ялмар Петер Йохансен · Поуль Йёргенсен · Карл Кребс · Виго Мадсен · Лукас Нильсен · Рикард Нордстрём · Стеен Ольсен · Олуф Ольссон · Карл Педерсен · Олуф Педерсен · Нильс Петерсен · Кристиан Свендсен                                          |
| Командное многоборье по шведской системе     | ШвецияПер Бертильссон · Карл-Эренфрид Карлберг · Нильс Гранфельт · Курт Харцель · Освальд Хольмберг · Андерс Хюландер · Аксель Юхан Янсе · Бо Кульберг · Свен Ландберг · Пер Нильссон · Бенкт Норелиус · Аксель Норлинг · Даниэль Норлинг · Свен Росен · Нильс Сильвершельд · Карл Сильверстранд · Джон Сёренссон · Ингве Стирнспец · Карл-Эрик Свенссон · Карл Юхан Свенссон · Кнут Торель · Эдвард Веннерхольм · Клас Версель · Давид Виман | ДанияПетер Андерсен · Вальдемар Бёггильд · Сёрен Петер Кристенсен · Ингвальд Эриксен · Георг Фальке · Торкильд Гарп · Ханс Триер Хансен · Йоханнес Хансен · Расмус Хансен · Йенс Кристиан Йенсен · Сёрен Альфред Йенсен · Карл Кирк · Йенс Киркегорд · Олаф Кемс · Карл Ларсен · Йенс Петер Лаурсен · Мариус Лефевр · Поуль Марк · Эйнар Ольсен · Ганс Педерсен · Ханс Эйлер Педерсен · Олаф Педерсен · Педер Ларсен Педерсен · Йорген Раун · Аксель Сёренсен · Мартин Тау · Сёрен Торборг · Кристен Вадгорд · Йоханнес Винтер | НорвегияАртур Амундсен · Йорген Андерсен · Трюгве Бёйсен · Георг Брустад · Конрад Кристенсен · Оскар Энгельстад · Мариус Эриксен · Аксель Хенри Хансен · Петтер Холь · Эуген Ингебретсен · Олаф Ингебретсен · Олаф Якобсен · Эрлинг Йенсен · Тор Йенсен · Фритьоф Олсен · Оскар Ольстад · Эдвин Паульсен · Карл Альфред Педерсен · Пауль Педерсен · Рольф Робаш · Сигурд Смебю · Торлейф Торкильдсен  |

## Фехтование
| Дисциплина      | Золото | Серебро | Бронза |
| Рапира          | Недо Нади Италия | Пьетро Спечале Италия | Рихард Вердербер Австрия |
| Шпага           | Поль Анспах Бельгия | Иван Осиер Дания | Филипп ле Арди де Больё Бельгия                                                                                             |
| Сабля           | Йенё Фукс Венгрия | Бела Бекешши Венгрия | Эрвин Месарош Венгрия |
| Командная шпага | Бельгия · Поль Анспах · Анри Анспах · Робер Энне · Жак Ош · Гастон Салмон · Виктор Виллем                                  | Великобритания · Эдгар Селигман · Артур Эверитт · Мартин Холт · Персиваль Дэвсон · Роберт Монтгомери · Сидни Мартино                | Нидерланды · Адрианус де Йонг · Виллем ван Блейенбюрг · Йетзе Дорман · Леонардус Саломонсон · Георге ван Россем             |
| Командная сабля | Венгрия · Йенё Фукс · Оскар Герде · Петер Тот · Лайош Веркнер · Ласло Берти · Эрвин Месарош · Дежё Фёльдеш · Золтан Шенкер | Австрия · Рихард Вердербер · Отто Хершман · Рудольф Цветко · Фридрих Голлинг · Андреас Зуттнер · Альберт Боген · Райнхольд Трамплер | Нидерланды · Адрианус де Йонг · Виллем ван Блейенбюрг · Йетзе Дорман · Георге ван Россем · Дирк Скалонгне · Хендрик де Ионг |

## Футбол
| Дисциплина | Золото | Серебро | Бронза |
| Мужчины    | ВеликобританияАртур Берри · Рональд Бребнер · Томас Бёрн · Джозеф Дайнс · Эдвард Ханни · Гордон Хор · Артур Найт · Генри Литтлуорт · Иван Шарп · Гарольд Уолден · Вив Вудворд · Дуглас Макуайтер · Гарольд Стэмпер · Эдвард Райт | ДанияПауль Людвиг Берт Лауриц · Чарлз фон Бухвальд · Хьялмар Кристофферсен · Харальд Хансен · Софус Нильсен · Ивар Лукке Сейделин-Нильсен · Нильс Миддельбё · Софус Хансен · Оле Антон Ольсен · Аксель Петерсен · Вильгельм Вольфхаген · Эмиль Йоргенсен · Оскар Нильсен · Поуль Нильсен · Аксель Туфасон | НидерландыНико Бауви · Хуг де Грот · Бок де Корвер · Нико де Вольф · Констант Фейт · Юст Гёбель · Дирк Лотси · Сес тен Кате · Ян ван Бреда Кольфф · Ян Вос · Давид Вейнвельдт · Пит Боуман · Йоп Баутми · Ге Фортгенс · Ян ван дер Слюйс |